# Parlementaire enquête naar de zeemacht

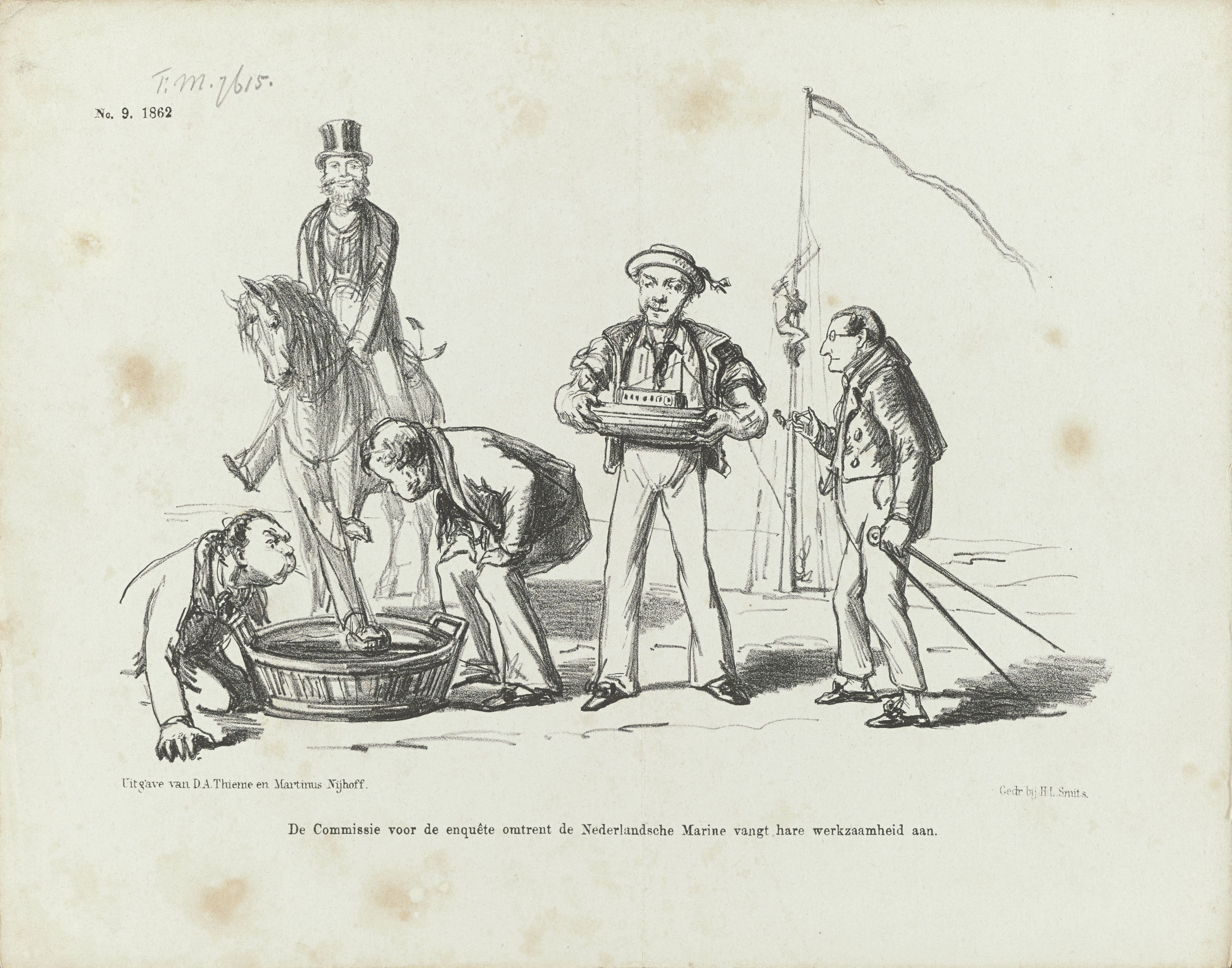
Spotprent van Johan Michaël Schmidt Crans. Links Pieter Blussé van Oud-Alblas te paard, rechts generaal Delprat. Twee leden spelen met een zeilbootje in een tobbe water. (1 maart 1862).

De parlementaire enquête naar de zeemacht werd gehouden van 1861 tot 1862 vanwege een al lang bestaand verschil van inzicht over de door Nederland benodigde zeemacht. Een plan van minister Willem Johan Cornelis Huyssen van Kattendijke was voor enkele Tweede Kamerleden aanleiding om hiernaar een parlementaire enquête te laten instellen. De resultaten van het onderzoek zouden dan door de minister kunnen worden gebruikt om met een goed onderbouwd voorstel te komen.
Vragen die in de enquête behandeld werden, waren:
- Welke zeemacht heeft Nederland nodig?
- Wat is de tegenwoordige toestand van de zeemacht en in hoeverre voldoet deze?
- Welke wijze van aanbouw van oorlogsbodems moet worden gevolgd?

De uit zeven leden bestaande enquêtecommissie stond onder voorzitterschap van de conservatief Isaac Paul Delprat. In de commissie zaten twee Kamerleden, Isaäc Theodorus ter Bruggen Hugenholtz en Siebert Rudolph van Franck, die tevens zeeofficier waren.
De commissie concludeerde dat de zeemacht ontoereikend was en dat door moest worden gegaan met de uitbreidingsplannen van minister Huyssen van Kattendijke.

## Enquêtecommissie
- Pieter Blussé van Oud-Alblas (liberaal)
- Isaäc Theodorus ter Bruggen Hugenholtz (liberaal)
- Isaac Paul Delprat (conservatief)
- Willem Hendrik Dullert (liberaal)
- Siebert Rudolph van Franck (conservatief)
- Karel Adrianus Meeussen (liberaal)
- Karel Arnold Poortman (liberaal)